# Babica žutoobrazna
Babica žutoobrazna (lat. Lipophrys canevae) ili slingurica prhna ili zubić babica je riba iz porodice slingurki, odnosno babica (Blenniidae). Naraste do 7,5 cm, a živi u plićaku, do 2 m. Ima golo tijelo bez ljusaka, a jedna od karakteristika su joj i zubi poput češlja, zbog čega je i dobila ime zubić babica. Smeđe je boje, sa žućkastim nijansama, prošarana raznim prugama i šarama, svim u nijansama smeđe. mužjak u periodu razmnožavanja poprima jarkožutu boju na obrazima. Živi u kamenitim rupama, najčešće na okomitim stijenama, a hrani se algama i manjim životinjicama.
Zabilježena je samo na obalama Portugala, te na obalama Mediterana.

## Vanjske poveznice
|  | Wikivrste imaju podatke o taksonu Babica žutoobrazna |